# Hyesan
Hyesan (em coreano: 혜산시) é uma cidade na parte norte da província de Ryanggang, na Coreia do Norte. É um centro de transporte fluvial, bem como um centro de distribuição de produtos. É também o centro administrativo da província de Ryanggang. Em 2008, a população da cidade era de 192.680 habitantes.

## Geografia
A cidade está localizada nas montanhas Paektu, na fronteira com a República Popular da China (província de Jilin), da qual é separada pelo rio Yalu. Changbai é a cidade chinesa mais próxima do outro lado do rio.

### Clima
Hyesan tem um clima continental úmido com influência de elevação (tipo Dwb, na classificação climática de Köppen). A cidade está localizada na área mais fria da Coreia, que mantém uma temperatura mínima recorde de −42 °C desde 1915.
| Dados climatológicos para Hyesan (1981-2010)       | Dados climatológicos para Hyesan (1981-2010) | Dados climatológicos para Hyesan (1981-2010) | Dados climatológicos para Hyesan (1981-2010) | Dados climatológicos para Hyesan (1981-2010) | Dados climatológicos para Hyesan (1981-2010) | Dados climatológicos para Hyesan (1981-2010) | Dados climatológicos para Hyesan (1981-2010) | Dados climatológicos para Hyesan (1981-2010) | Dados climatológicos para Hyesan (1981-2010) | Dados climatológicos para Hyesan (1981-2010) | Dados climatológicos para Hyesan (1981-2010) | Dados climatológicos para Hyesan (1981-2010) | Dados climatológicos para Hyesan (1981-2010) |
| Mês                                                | Jan                                          | Fev                                          | Mar                                          | Abr                                          | Mai                                          | Jun                                          | Jul                                          | Ago                                          | Set                                          | Out                                          | Nov                                          | Dez                                          | Ano                                          |
| -------------------------------------------------- | -------------------------------------------- | -------------------------------------------- | -------------------------------------------- | -------------------------------------------- | -------------------------------------------- | -------------------------------------------- | -------------------------------------------- | -------------------------------------------- | -------------------------------------------- | -------------------------------------------- | -------------------------------------------- | -------------------------------------------- | -------------------------------------------- |
| Temperatura máxima média (°C)                      | −10,1                                        | −5,7                                         | 2,6                                          | 12,5                                         | 19,5                                         | 22,8                                         | 25,5                                         | 24,9                                         | 19,2                                         | 12,4                                         | 2,0                                          | −7,7                                         | 9,8                                          |
| Temperatura média (°C)                             | −18,4                                        | −13,3                                        | −3,5                                         | 5,6                                          | 12,3                                         | 16,7                                         | 20,5                                         | 19,9                                         | 13,0                                         | 5,5                                          | −3,8                                         | −15,5                                        | 3,3                                          |
| Temperatura mínima média (°C)                      | −22,6                                        | −18,9                                        | −9,6                                         | −1,2                                         | 5,2                                          | 10,7                                         | 15,5                                         | 15,0                                         | 6,8                                          | −1,3                                         | −9,6                                         | −19,3                                        | −2,4                                         |
| Precipitação (mm)                                  | 14,6                                         | 8,8                                          | 31,7                                         | 36,1                                         | 73,8                                         | 99,2                                         | 149,4                                        | 104,8                                        | 59,5                                         | 35,6                                         | 26,2                                         | 22,8                                         | 662,5                                        |
| Fonte: Japan Meteorological Agency (precipitation) |                                              |                                              |                                              |                                              |                                              |                                              |                                              |                                              |                                              |                                              |                                              |                                              |                                              |
| Fonte 2: Climate-data.org (temperatures)           |                                              |                                              |                                              |                                              |                                              |                                              |                                              |                                              |                                              |                                              |                                              |                                              |                                              |

## Divisões administrativas
A cidade de Hyesan é dividida em 25 tong (bairros) e 4 ri (aldeias):
| - Ch'un-dong (춘동) - Hyegang-dong (혜강동) - Hyehŭng-dong (혜흥동) - Hyehwa-dong (혜화동) - Hyejang-dong (혜장동) - Hyemyŏng-dong (혜명동) - Hyesan-dong (혜산동) - Hyesin-dong (혜신동) - Hyet'an-dong (혜탄동) - Kangan-dong (강안동) - Kanggu-dong (강구동) - Kŏmsan-dong (검산동) - Masan 1-dong (마산1동) - Masan 2-dong (마산2동) - Ryŏnbong 1-dong (련봉1동) | - Ryŏnbong 2-dong (련봉2동) - Ryŏndu-dong (련두동) - Sinhŭng-dong (신흥동) - Songbong 1-dong (송봉1동) - Songbong 2-dong (송봉2동) - Sŏnghu-dong (성후동) - T'apsŏng-dong (탑성동) - Wiyŏn-dong (위연동) - Yŏnhŭng-dong (영흥동) - Yŏnp'ung-dong (연풍동) - Changal-li (장안리) - Rojung-ri (로중리) - Sinjang-ri (신장리) - Unch'ong-ri (운총리) |

## Economia
Hyesan possui fábricas de processamento de madeira, fábricas de papel e têxteis, e também fábricas de calçados e cerveja. Desde a crise econômica norte-coreana que se intensificou em meados dos anos 90, a cidade sofreu estagnação econômica e algumas fábricas na cidade estão fechadas. Relatos e fotos tirados do lado chinês do rio mostram uma "Cidade Fantasma" onde quase não há movimento nas ruas, e à noite a cidade é escura e não possui iluminação. Os moradores da cidade supostamente lavam suas roupas no rio porque as casas não têm água encanada.
Explorada pela primeira vez na década de 1960, a mina de Hyesan produz 10.000 toneladas de concentrados de cobre anualmente. Essa área possui 80% do cobre disponível na Coreia do Norte, e o Norte estimou que poderá continuar a minerar cobre nos próximos quarenta anos. Quando a mina Kapsan Tongjum, explorada durante o período colonial japonês, foi finalmente esgotada e fechada em 1990, a mina de Hyesan se tornou a salvação da produção de cobre do país. Naquela época, a mina inundou porque o dispositivo de bombeamento parou de funcionar devido à falta de eletricidade em todo o país. Embora os trabalhadores da mina tenham feito o possível para bombear a água, eles não conseguiram parar a água que entrava na mina a uma velocidade de 480 m³/hora. Em 1996, durante a 'Marcha árdua' do Norte, a eletricidade não foi fornecida à mina, causando inundações nos poços da mina em janeiro de 1997. A mina de Hyesan inundou novamente, assim como outras minas em todo o país, e perdeu todas as instalações de mineração. Desde 1998, Kim Jong Il orçou 8,2 milhões de dólares para desidratar a mina, e a mina foi recuperada usando eletricidade e equipamentos fornecidos pela China.

## Transportes
Hyesan está conectado a outras cidades da Coreia do Norte por estrada e pelas linhas Paektusan Ch'ŏngnyŏn e Pukbunaeryuk da Ferrovia Estatal Coreana.

## Ligações Externas
- North Korea Uncovered, (North Korea Google Earth) see most of Hyesan's political and industrial infrastructure on Google Earth.
- Maps and satellite images of Hyesan Airfield
- City profile of Hyesan